# 1001 Knights
1001 Knights (jap. 1001 ナイツ) ist eine Mangaserie von Yukiru Sugisaki, die von 2012 bis 2017 in Japan erschien. Sie wurde auch ins Deutsche übersetzt und handelt von fantastischen Abenteuern zweier Brüder auf der Suche nach ihrem Vater.

## Inhalt
Die Zwillingsbrüder Yuta und Naight Fuga arbeiten neben der Schule als Privatdetektive, denn ihr Vater und Inhaber der Detektei ist seit langem verschwunden. Als auch seine Unterhaltszahlungen nicht mehr ankommen, erscheint bald darauf Arthur Esheko bei den beiden ungleichen Brüdern. Der gute Freund der Familie bringt die Oberschüler nach Dubai, um ihnen Geheimnisse über ihren Vater zu offenbaren und sie auf die Suche nach ihm zu schicken. Sie erfahren, dass er Teil einer Agentengemeinschaft ist – ebenso wie sie selbst, wie die Symbole auf ihren Körpern zeigen. Diese lassen beide auch ohne Probleme geheime Räume im Burj Khalifa betreten, wo die Brüder in die Geheimnisse der Organisation eingeweiht werden. Und hier werden sie durch ein Portal auf den Totengeist-Planeten gesendet, um ihren Vater zu finden. 

## Veröffentlichung
Die Serie erschien von 2012 bis 2017 im Magazin Asuka bei Kadokawa Shoten. Die Kapitel wurden auch gesammelt in zehn Bänden herausgebracht. Eine deutsche Übersetzung erschien von September 2014 bis September 2018 bei Tokyopop. Der Verlag brachte im September 2017 auch eine gebündelte Neuauflage der ersten beiden Bände heraus. Kadokawa Taiwan veröffentlichte die Serie in Taiwan.

## Rezeption
Die Animania beschreibt den Manga als rasant erzählte Weltenwanderung, in der der Leser mit allerlei Elementen wie Reinkarnation, Dämonen und überirdischen Fähigkeiten bombardiert würde. Der Leser müsse daher Konzentration mitbringen und dürfe sich nicht davon abschrecken lassen, dass in der fast ausschließlich männlichen Welt die beiden gutaussehenden, aber sehr gegensätzlichen Brüder eine sehr innige Beziehung mit gelegentlichen Shōnen-Ai-Anspielungen führen. Die Zeichnungen seien gelungen, die detailreichen Hintergründe erinnerten an Geschichten aus Tausendundeine Nacht und die Kostüme seien in modernem, aber dazu passendem Design gehalten. Die „großzügigen, vielfach aufgebrochenen Layouts unterstützen den sprunghaften Erzählstil sowie die seltenen Actionszenen“.